# Hrabovszky György (honvédtiszt)
Hrabovszky György (Lajoskomárom, 1802. október 24. – Tiszaderzs, 1869. április 28.) magyar honvédezredes.

## Élete
Kisbirtokos nemesi családból származott. 1819-től közvitéz volt, majd 1847-től főszázadosként teljesített szolgálatot az 1. huszárezredben. 1848 nyarán a délvidéken harcolt, szeptember 27-től őrnagyi kinevezést kapott. A 24. honvédzászlóalj parancsnoka volt. 1849. március 24-től alezredes lett, majd dandárnok az erdélyi hadtestben. Május 27-étől kinevezték az illír-bánsági határőrkerület parancsnokává, később pedig ezredes volt. A szabadságharc után Komáromba menekült és ott tette le a fegyvert október 2-4.-én 1868-ban mint a Tisza-szabályozó Társulat pénztárnoka dolgozott Heves megyében.